# V=Valentina
V=Valentina è una collana di libri per ragazzi scritta da Angelo Petrosino ed edita dal 1995 da Edizioni Piemme sotto il marchio Il battello a vapore.

## Elenco dei libri
- Le fatiche di Valentina (1995), ISBN 978-88-384-3616-1
- Non arrenderti, Valentina! (1996), ISBN 978-88-384-3627-7
- Cosa sogni Valentina? (1998), ISBN 978-88-384-3639-0
- Ciao Valentina (1999), ISBN 978-88-384-3740-3
- V come Valentina (2001), ISBN 978-88-384-5020-4
- Un amico Internet per Valentina (2001), ISBN 978-88-384-5021-1
- In viaggio con Valentina (2001), ISBN 978-88-384-5022-8
- A scuola con Valentina (2001), ISBN 978-88-384-5023-5
- Un mistero per Valentina (2001), ISBN 978-88-384-5024-2
- La cugina di Valentina (2001), ISBN 978-88-384-5025-9
- Gli amici di Valentina (2002), ISBN 978-88-384-5026-6
- L'estate di Valentina (2002), ISBN 978-88-384-5027-3
- La famiglia di Valentina (2002), ISBN 978-88-384-5028-0
- Quattro gatti per Valentina (2002), ISBN 978-88-384-5029-7
- Buon Natale Valentina! (2002), ISBN 978-88-384-5030-3
- Halloween con Valentina (2003), ISBN 978-88-384-5060-0
- Pablo. Un nuovo amico per Valentina (2003), ISBN 978-88-384-5031-0
- Una sorpresa per Valentina (2004), ISBN 978-88-384-5032-7
- In vacanza con i nonni (2005), ISBN 978-88-384-5045-7
- Valentina è gelosa (2005), ISBN 978-88-384-5050-1
- Un'amicizia speciale (2005), ISBN 978-88-384-5051-8
- Tazio, mi manchi… (2006), ISBN 978-88-384-5068-6
- Valentina in Australia (2006), ISBN 978-88-384-5069-3
- Valentina baby-sitter (2007), ISBN 978-88-384-5076-1
- Sorrisi in regalo (2007), ISBN 978-88-384-5075-4
- Valentina giornalista (2008), ISBN 978-88-384-8887-0
- Arrivano i nuovi vicini (2008), ISBN 978-88-384-8888-7
- Un cavallo per amico (2009), ISBN 978-88-566-0312-5
- Una sorella a distanza (2009), ISBN 978-88-566-0313-2
- Tazio ha un segreto (2010), ISBN 978-88-566-1173-1
- Alice si è persa (2010), ISBN 978-88-566-1174-8
- Il tradimento di Ottilia (2011), ISBN 978-88-566-1760-3
- Campione per forza (2011), ISBN 978-88-566-1761-0

## Trama
La collana racconta la storia di Valentina, una ragazzina di Torino (di varie età a seconda del singolo libro), molto intelligente e curiosa, che vive la vita di tutti i giorni insieme alla sua migliore amica Ottilia, al ragazzo che le piace Tazio e a sua sorella adottiva Irene e insieme ai suoi genitori e suo fratello Luca

## Personaggi
Famiglia di Valentina
- Valentina Castelli: Valentina è la protagonista dei libri. Ha tredici anni (ma in diversi libri è più giovane) ed è intelligente, curiosa, gentile, estroversa, fiduciosa, allegra e molto profonda e riflessiva; ha una passione per i libri, la scrittura, i viaggi, le bambole (che colleziona) e le lingue straniere. Ha una migliore amica, Ottilia e un fidanzato, Tazio, al quale vuole molto bene. La sua corrispondente è Lisa.
- Lia: Lia è la cugina di Valentina e Luca, figlia della sorella di Stefano. Ha tredici anni, una personalità esuberante, ma gentile e i suoi genitori sono un po' assenti perché si trovano molto spesso a dover viaggiare per lavoro.
- Luca Castelli: Luca Castelli è il fratello di Valentina ed ha dieci anni; è un ragazzino intelligente e riservato ma anche caparbio e vuole molto bene a Valentina che considera una seconda mamma.
- Maria Castelli: Maria è la mamma di Valentina e Luca; è casalinga ed è un'ottima madre. Viene descritta come una donna un po' ansiosa e con un carattere fanciullesco.
- Stefano Castelli: Stefano è un impiegato ed è il padre di Valentina e Luca. Stefano è un uomo serio, posato e diplomatico ma allo stesso tempo dolce con le figlie e scherzoso.
- Elsa: Elsa è la zia di Valentina, Irene e Luca ed è la sorella di Maria. Donna ingenua e intelligente, vuole un sacco di bene a Valentina, che si confida sempre con lei ma anche viceversa. Lavora in Comune ed è sposata con Paride.
- Bruno: È il nonno di Valentina, Luca e Irene. Viene descritto come un uomo anziano, ma ancora molto curioso e con una gran voglia di vivere.
- Elena: È la nonna di Valentina, Luca e Irene, moglie di Bruno. È una brava cuoca, e vuole molto bene ai nipoti. Con Irene, che ha subito considerato al pari di Valentina e Luca, ha un'intesa particolare.
- Bruno: Bruno è il fratellino minore di Valentina: è apparso per la prima volta in 6 in famiglia.
- Irene: Irene è la sorella adottata dalla famiglia di Valentina. È stata abbandonata alla nascita in un istituto. Successivamente è scappata e Benedetta, una donna anziana, l'ha ospitata in casa sua prima di venire adottata. La sua corrispondente è Emma.

Amici di Valentina
- Ottilia: Ottilia è la migliore amica di Valentina ed è esuberante, bizzarra, spontanea, schietta e sempre allegra e piena di vita. Ha sempre considerato Rinaldo un ragazzo bullo ed amante delle burle ma cambia idea quando la difende; si fidanza con lui quando si scambiano il loro primo tenero bacio.
- Tazio: Tazio è il fidanzato di Valentina; è dolce, romantico e tranquillo. Lui e Valentina stanno insieme dalle elementari.
- Gianni: Gianni è un amico di Valentina e il fidanzato di Irene; ed è anche il migliore amico di Tazio.
- Rinaldo: Rinaldo è il fidanzato di Ottilia. In passato era un bullo e la prendeva in giro, poi è cambiato ed è diventato un ragazzino meraviglioso ma ancora dalla personalità dura e riservata.

Insegnanti
- Linda: È la professoressa di lettere di Valentina, molto ammirata da quest'ultima. È aperta, paziente e capisce bene i ragazzi.
- Miriam: Insegna inglese nella scuola di Valentina. Ha una passione per il cinema, è allegra e irrequieta. Ha organizzato uno scambio culturale con dei ragazzi di una scuola inglese.
- Madame Simenon: È la professoressa di francese della classe di Valentina. Sembra essere parente del noto scrittore di gialli.
- Angelo: È stato il maestro di Valentina alle elementari. Racconta spesso storie ai suoi alunni, che gli vogliono molto bene. È ispirato allo stesso Angelo Petrosino.